# Vision (dystrybutor filmów)
Vision Film spółka z ograniczoną odpowiedzialnością s.k.a. (dawniej Vision Film Distribution sp. z o.o.) – polski dystrybutor filmów.
Istniał od 1991 roku i prowadził działalność w dziedzinie dystrybucji kinowej, video i licencji telewizyjnych, a przez kilka lat również produkcji filmowej i budowy multipleksów.
Funkcjonował wyłącznie w oparciu o polski kapitał. Obsługiwał około 25% rynku (najwięcej 26,8% w 1999 r). W 2007 roku doszło do zmiany formy prawnej przedsiębiorstwa – przekształciło się ze spółki z ograniczoną odpowiedzialnością w spółkę komandytowo-akcyjną oraz dokonało zmiany nazwy.
Anime Gate to dział przedsiębiorstwa Vision, którego prawnie i finansowo stanowiło część. Jego zadaniem była dystrybucja japońskich filmów animowanych oraz aktorskich filmów azjatyckich. 

## Dystrybucja w Polsce

### Filmy animowane
- 20 000 mil podmorskiej żeglugi (film 1985)
- Alicja w Krainie Czarów (film 1988)
- Alladyn (film 1992)
- Czarna Strzała (film 1988)
- Czarny Książę (film 1987)
- Człowiek w żelaznej masce (film 1985)
- Doktor Jekyll i Pan Hyde
- Dziadek do orzechów (film 1990)
- Jeźdźcy Galaktyki
- Kawaler miecza
- Kopalnie króla Salomona (film 1986)
- Kopciuszek (film 1996)
- Kot Heathcliff[3]
- Królewski więzień
- Legenda o dzielnym Rob Royu
- Obrońcy Kosmosu
- O czym szumią wierzby (film 1988)
- Odyseja (film 1987)
- Ostatni Mohikanin (film 1987)
- Piękna i Bestia (film 1992)
- Piękna i Bestia (film 1996)
- Piotruś Pan (film 1988)
- Porwany za młodu (film 1986)
- Przez morza i oceany
- Przygody Pluszowego Niedźwiadka[4]
- Przygody Robin Hooda (film 1985)
- Rycerz Ivanhoe
- Trzej Muszkieterowie (film 1986)
- W 80 dni dookoła świata (film 1988)
- Wyspa skarbów (film 1987)
- Żołnierze kosmicznej błyskawicy

### Filmy fabularne
- Jock z buszu[5][6]
- Kijanka i wieloryb
- Kraina Wielkich Marzeń[7]
- Super Mario Bros.
- Syndrom Pinocchia[8]
- Ucieczka gangstera (film 1994)
- Tomek Oszukaniec i znaczkowy podróżnik
- Ucieczka King Konga
- Godzilla kontra Hedora
- Godzilla kontra Gigan
- Godzilla kontra Megalon
- Godzilla kontra Mechagodzilla
- Powrót Mechagodzilli
- Godzilla 1985
- Godzilla kontra Biollante
- Godzilla kontra Król Ghidorah
- Godzilla kontra Mothra
- Godzilla kontra Mechagodzilla II